# Vaduz
Vaduz [fadúc] je glavno mesto kneževine Lihtenštajn.
V mestu, v katerem od leta 1938 prebiva tudi lihtenštajnski knez, živi po zadnjem štetju 5.429 prebivalcev, od katerih je večina katoličanov. Leži ob desnem bregu Rena, na 469 m nadmorske višine. Mesto se razprostira na površini 17,3 km². V njem je sedež parlamenta (Landtag) in vlade. Vaduz je bil prvič omenjen v dokumentih leta 1150, vaduški grad pa leta 1322. Verjetno so ga v 13. stoletju ustanovili grofi Werdenberg. 

## Zemljepisni položaj
Vaduz je mesto v vzhodnem delu Lihtenštajna in leži na desnem bregu reke Ren. Je drugo največje mesto v kneževini. Nekoliko večje od njega je sosednje mesto Schaan.

## Zgodovina
Vaduz je prvič omenjen v zgodovinskih rokopisih iz 12. stoletja, leta 1150, kot Farduzes. Velja pa splošno prepričanje, da je bil ustanovljena okoli leta 1322 s strani grofov Werdenberg. Leta 1322 se omemnja gradu, ki je bil opuščen, ko so ga Švabski vojni Švicarji leta 1499 opustošili. Takrat je bilo tudi mesto uničeno.
V 17. stoletju je družina Liechtenstein iskala sedež v Reichstagu. Ker pa ni imela nobenega ozemlja, ki bi bilo neposredno pod cesarskem prestolom, niso mogli izpolniti osnovne zahteve, da izpolnjujejo pogoje.
Družina je hrepenela po dodani moči za sedež v cesarski vladi, ki bi g sedež prinesel. Zato je skušala pridobiti zemljišča, ki bi bila Reichsunmittelbar ali brez kakršnekoli fevdalnega lastnika, razen samega svetega rimskega cesarja, ki bi imel pravice na zemljiščih. Čez nekaj časa, je družina lahko poskrbela za nakup miniaturne Herrschaft ( "milost") od družine Schellenberg in grofijo Vaduz (v letih 1699 in 1712) iz danes avstrijskega mesta Hohenems. Tiny Schellenberg in Vaduz sta imela potreben in primeren politični status, ni bilo fevdalnega gospodarja razen cesarja.
S tem je, 23. januarja 1719, potem ko je bil nakup potrjen, Karel VI, sveti rimski cesar, odredil Vaduz in Schellenberg kot eno, in dvignil na dostojanstvo Fürstentum (kneževine) z imenom "Lihtenštajn" v čast "svojega služabnika, Anton Florian Lihtenštajn ". Prav na ta dan, je Lihtenštajn postala suverena država članica Svetega rimskega cesarstva. Dokaz, da je do nakupa prišlo iz političnih razlogov, je v tem, da pred tem knezi Liechtenstein (Lihtenštajn) niso vstopili v novo kneževino več kot 120 let.

## Poreklo imena
Ime Vaduz je bodisi romanskega porekla, od latinskega akvadukt (avadutg), še iz časov Rimljanov, bodisi iz termina Valdutsch v  nemškem dialektu, kar pomeni "Dolina Nemcev".

## Prebivalstvo
V mestu je na dan 30.6.2015 živelo 5.429 prebivalcev. Verska pripadnost prebivalcev je naslednja:
- Katoličani   71%
- Protestanti   9%
- Muslimani     6%
- Ostali       14%

## Klima
Vaduz ima oceansko klimo z milimi zimami in poletji. Poleti je povečana količina padavin, čeprav dežuje tekom celega leta. Povprečna letna količina padavin znaša okoli 90 mm/m². Najtoplejši mesec je julij, ko je povprečna maksimalna dnevna temperatura 25ºC in najnižja 14ºC. Najhladnejši mesec je januar, ko je navišja povprečna dnevna temperatura 3ºC in najnižja -3ºC.
| Podnebni podatki za Vaduz (1991–2020 običajna temp., ekstremi 1973-danes) | Podnebni podatki za Vaduz (1991–2020 običajna temp., ekstremi 1973-danes) | Podnebni podatki za Vaduz (1991–2020 običajna temp., ekstremi 1973-danes) | Podnebni podatki za Vaduz (1991–2020 običajna temp., ekstremi 1973-danes) | Podnebni podatki za Vaduz (1991–2020 običajna temp., ekstremi 1973-danes) | Podnebni podatki za Vaduz (1991–2020 običajna temp., ekstremi 1973-danes) | Podnebni podatki za Vaduz (1991–2020 običajna temp., ekstremi 1973-danes) | Podnebni podatki za Vaduz (1991–2020 običajna temp., ekstremi 1973-danes) | Podnebni podatki za Vaduz (1991–2020 običajna temp., ekstremi 1973-danes) | Podnebni podatki za Vaduz (1991–2020 običajna temp., ekstremi 1973-danes) | Podnebni podatki za Vaduz (1991–2020 običajna temp., ekstremi 1973-danes) | Podnebni podatki za Vaduz (1991–2020 običajna temp., ekstremi 1973-danes) | Podnebni podatki za Vaduz (1991–2020 običajna temp., ekstremi 1973-danes) | Podnebni podatki za Vaduz (1991–2020 običajna temp., ekstremi 1973-danes) |
| Mesec                                                                     | Jan                                                                       | Feb                                                                       | Mar                                                                       | Apr                                                                       | Maj                                                                       | Jun                                                                       | Jul                                                                       | Avg                                                                       | Sep                                                                       | Okt                                                                       | Nov                                                                       | Dec                                                                       | Letno                                                                     |
| ------------------------------------------------------------------------- | ------------------------------------------------------------------------- | ------------------------------------------------------------------------- | ------------------------------------------------------------------------- | ------------------------------------------------------------------------- | ------------------------------------------------------------------------- | ------------------------------------------------------------------------- | ------------------------------------------------------------------------- | ------------------------------------------------------------------------- | ------------------------------------------------------------------------- | ------------------------------------------------------------------------- | ------------------------------------------------------------------------- | ------------------------------------------------------------------------- | ------------------------------------------------------------------------- |
| Rekordno visoka temperatura °C                                            | 20.0                                                                      | 21.7                                                                      | 24.6                                                                      | 28.7                                                                      | 33.2                                                                      | 35.2                                                                      | 35.3                                                                      | 36.0                                                                      | 33.0                                                                      | 29.0                                                                      | 23.6                                                                      | 22.2                                                                      | 36.0                                                                      |
| Povprečna visoka temperatura °C                                           | 5.0                                                                       | 6.8                                                                       | 11.8                                                                      | 16.0                                                                      | 20.1                                                                      | 23.2                                                                      | 24.9                                                                      | 24.3                                                                      | 20.0                                                                      | 15.7                                                                      | 9.5                                                                       | 5.5                                                                       | 15.2                                                                      |
| Povprečna dnevna temperatura °C                                           | 1.4                                                                       | 2.7                                                                       | 6.8                                                                       | 10.7                                                                      | 14.7                                                                      | 17.9                                                                      | 19.4                                                                      | 19.1                                                                      | 15.0                                                                      | 11.1                                                                      | 5.7                                                                       | 2.2                                                                       | 10.6                                                                      |
| Povprečna nizka temperatura °C                                            | −2.0                                                                      | −1.1                                                                      | 2.3                                                                       | 5.6                                                                       | 9.7                                                                       | 13.0                                                                      | 14.6                                                                      | 14.6                                                                      | 10.8                                                                      | 6.9                                                                       | 2.2                                                                       | −1.1                                                                      | 6.3                                                                       |
| Rekordno nizka temperatura °C                                             | −20.3                                                                     | −17.2                                                                     | −12.9                                                                     | −5.0                                                                      | −1.0                                                                      | 3.4                                                                       | 5.0                                                                       | 5.0                                                                       | 0.0                                                                       | −5.3                                                                      | −11.2                                                                     | −16.0                                                                     | −20.3                                                                     |
| Povprečna količina padavin mm                                             | 41                                                                        | 34                                                                        | 54                                                                        | 57                                                                        | 90                                                                        | 116                                                                       | 130                                                                       | 144                                                                       | 96                                                                        | 68                                                                        | 56                                                                        | 54                                                                        | 940                                                                       |
| Povprečna količina zapadlega snega cm                                     | 14                                                                        | 14                                                                        | 6                                                                         | 0                                                                         | 0                                                                         | 0                                                                         | 0                                                                         | 0                                                                         | 0                                                                         | 0                                                                         | 5                                                                         | 12                                                                        | 51                                                                        |
| Povp. št. dni s padavinami (≥ 1 mm)                                       | 7.4                                                                       | 6.6                                                                       | 9.0                                                                       | 8.9                                                                       | 11.8                                                                      | 12.9                                                                      | 13.2                                                                      | 13.3                                                                      | 10.1                                                                      | 8.7                                                                       | 8.7                                                                       | 8.7                                                                       | 119.3                                                                     |
| Povp. št. sneženih dni                                                    | 3.9                                                                       | 3.9                                                                       | 2.1                                                                       | 0.2                                                                       | 0.0                                                                       | 0.0                                                                       | 0.0                                                                       | 0.0                                                                       | 0.0                                                                       | 0.0                                                                       | 1.4                                                                       | 3.3                                                                       | 14.8                                                                      |
| Povprečna relativna vlažnost (%)                                          | 75                                                                        | 69                                                                        | 66                                                                        | 63                                                                        | 67                                                                        | 70                                                                        | 71                                                                        | 74                                                                        | 76                                                                        | 76                                                                        | 77                                                                        | 77                                                                        | 72                                                                        |
| Povp. št. sončnih ur                                                      | 72                                                                        | 92                                                                        | 131                                                                       | 156                                                                       | 168                                                                       | 181                                                                       | 197                                                                       | 183                                                                       | 147                                                                       | 114                                                                       | 67                                                                        | 53                                                                        | 1.563                                                                     |
| % možne sončnosti                                                         | 40                                                                        | 44                                                                        | 47                                                                        | 49                                                                        | 46                                                                        | 48                                                                        | 52                                                                        | 54                                                                        | 52                                                                        | 48                                                                        | 36                                                                        | 34                                                                        | 47                                                                        |
| Vir 1: MeteoSwiss (snow 1981–2010)                                        |                                                                           |                                                                           |                                                                           |                                                                           |                                                                           |                                                                           |                                                                           |                                                                           |                                                                           |                                                                           |                                                                           |                                                                           |                                                                           |
| Vir 2: NOAA (extremes)                                                    |                                                                           |                                                                           |                                                                           |                                                                           |                                                                           |                                                                           |                                                                           |                                                                           |                                                                           |                                                                           |                                                                           |                                                                           |                                                                           |

## Znamenitosti
Največja znamenitost Vaduza je grad Vaduz, ki je tudi dom in uradna rezidenca lihtenštajnskega kneza in knežje družine. Grad je viden iz celotnega Vaduza ter je dostopen tudi peš iz središča mesta. Katedrala Sv. Florjana je sedež škofije. Vredne ogleda pa so tudi mestna hiša (Rathaus), znamenita Rdeča hiša (Rotes Haus), Lihtenštajnska narodna galerija, Poštni muzej in Smučarski muzej. Zanimivost mesta so tudi vinske kleti.
Mesto množično obiskujejo turisti iz vsega sveta.

## Gospodarstvo in transport
Vaduz je celoletno živahno turistično središče, čeprav je ena redkih svetovnih prestolnic brez letališča in železniške postaje. Turisti si lahko mesto ogledajo z organiziranim vodenjem ali pa se po njem zapeljejo s turističnim vlakcem.
Najbližja železniška postaja Schaan-Vaduz se nahaja približno 2 km od centra mesta, v mestu Schaan. Vendar pa se tu razen vlakov za lokalne potrebe ustavi zelo malo vlakov, Lokalni vlaki povezujejo mesti Feldkirch v Avstriji in Buch v Švici. Obstajajo zelo pogoste avtobusne povezave do bližnjih železniških postaj, vključno Buchs, Sargans in Feldkirch, ki jih izvaja podjetje Liechtenstein Bus.
Najbližje letališče je v mednarodno letališče v Zürichu.

## Kultura
Narodna umetniška galerija, kot tudi Narodni muzej Lihtenštajna se nahajata v Vaduzu. Umetniška galerija je muzej moderne in sodobne umetnosti. Zgradba muzeja je bila dokončana leta 2000 po načrtih švicarskih arhitektov Morger, Degelo in Kerez. Narodni muzej ima stalno izložbo o kulturi in zgodovini Lihtenštajna.
Poleti je v mestnem središču polno festivalov. Najbolj znani so: Vaduški filmski festival, “Städtle-Summer”, “Winzerfest”. Prireditve dosežejo vrhunec 15. avgusta, ko poteka praznovanje državnega praznika.

## Šolstvo
Razporeditev vsakega šolarja v Vaduzu je odvisna od njegovega naslova v Vaduzu. Poleg štirih vrtcev v Vaduzu obstajata dve osnovni šoli,,, ki imata skupno vodstvo in administracijo. Realka,  Višja šola in gimnazija se nahajajo v Vaduzu, medtem, ko sta v mestu Schaan Realka in Lihtenštajnska športna šola.
Univerza Lihtenštajn se nahaja v Vaduzu, ki so jo v Švicarskem centru za akreditacijo in kakovost v visokem šolstvu klasificirali kot "majhno univerzo z visokim potencialom". Univerza izpolnjuje vse zahteve in standarde švicarskega visokošolskega sistema in ima programe usklajene z bolonjskim procesom.

## Šport
V mestu deluje nogometni klub FC Vaduz, ki tako kot ostala moštva v kneževini tekmuje v švicarskem nogometnem tekmovanju. V sezoni 2008/2009 je kot prvi nogometni klub iz Lihtenštajna tekmoval v prvi ligi Švice. Domače tekme igra na štadionu Rheinpark Stadion zmogljivosti cca 8.000 gledalcev na katerem igra domače tekme tudi lihtenštajnska nogometna reprezentanca.
V mestu delujeta tudi teniški Vaduz Tennis Club ustanovljen leta 1925 in skvoš klub Squash Rackets Club, ki je bil ustanovljen leta 1984.

## Znameniti meščani
- Medea de Novara (1905-2001), igralka
- Josef Rheinberger (1839-1901), skladatelj
- Josef Ospelt (1881-1962), prvi premier Lihtenštajna
- Adrian Hasler (roj. 1964), sedanji premier Lihtenštajna
- Marina Nigg (roj. 1984), nekdanja alpska smučarka
- Stephanie Vogt (roj.1990), teniška igralka
- Tina Weirather (roj.1989), alpska smučarka